# سرتنگ (ایوان)
سرتنگ (ایوان)، روستایی از توابع بخش زرنه شهرستان ایوان در استان ایلام ایران است.مردم این روستا بدلیل مجاورت روستا با سد گنگیر که در سال 1394 به بهره برداری رسید ، مجبور به ترک خانه هایشان شدند.عده ای از مردم سرتنگ (سفلی) در نزدیکی شهر ایوان (شهرک اندیشه)ساکن شدند ، مابقی مردم روستا هم در شهر ایوان و در روستای سرتنگ (علیا) جای گرفتند. همچنین عده ی زیادی از مردم سرتنگ (حدود 200 خانوار) هم در استان هرمزگان و در شهر بندر عباس ساکن هستند. این روستا شامل باغات گسترده ای میباشد
باغاتی همچون: انگور ، پسته ، انار ، زیتون ، و... که در مناطق سرتنگ ، بانچنار ، سیاهگل ، پلیه  و کاژاو واقع شده اند. آثار باستانی متعددی در این روستا و در منطقه سرتنگ واقع شده که بیشتر آنها به دوران سلسله ساسانیان برمیگردد.آثاری از جمله : گنبد جهانگیر ، قلعه شمیران ، آتشکده سیاهگل ، قلعه گوریا ،  بقعه پیروسِن و...

## جمعیت
این روستا در دهستان کلان قرار دارد و براساس سرشماری مرکز آمار ایران در سال ۱۳۸۵، جمعیت آن ۱٬۱۷۷ نفر (۲۵۵خانوار) بوده‌است.